# Centris mexicana
Centris mexicana är en biart som beskrevs av Smith 1854. Centris mexicana ingår i släktet Centris och familjen långtungebin. Inga underarter finns listade.